# Feng Jü-siang
Feng Jü-siang (znaky tradiční: 馮玉祥, znaky zjednodušené: 冯玉祥, pchin-jin: Féng Yùxíang, Feng Yuxiang) (6. listopadu 1882 Čínské císařství - 1. září 1948, Černé moře) byl čínský vojenský velitel a militarista, často nazývaný "křesťanský generál". Během 2. č'-lijsko-feng-tchienské války pomohl zničit kliku Č'-li. V roce 1926 se se svou křesťanskou vojenskou klikou Kuo-min-ťün přidal ke kuomintangskému pochodu na sever.

## Počátky kariéry
Feng Jü-siang se narodil do vojenské rodiny ve městě Pao-ting, ležící v provincii Che-pej . Feng se přidal do an-chuejské armády již ve 14 letech. V roce 1902, v jeho 20 letech, sloužil pod velením Jüan Š'-kchaje (znaky zjednodušené: 袁世凯: pchin-jin: Yuán Shìkǎi, Yuan Shikai) v Pej-jangské armádě (znaky zjednodušené: 北洋軍, pchin-jin: Běiyángjūn), kde se brzy vypracoval na vysoký post. Až do Sinchajské revoluce v roce 1911 byl příznivcem dynastie Čching, ale během této revoluce, jako reakci na Wu-čchangské povstání z 20. října 1911, zorganizoval neúspěšné povstání v provincii Che-pej ve městě Lan-čou 3. ledna 1912 a byl propuštěn z armády. Se založením Čínské republiky začal znovu svoji kariéru. V roce 1914 přijal křesťanství i s křesťanskými způsoby života - odtud přezdívka "křesťanský generál".

## 2. č'-lijsko-feng-tchienská válka
V roce 1916 zemřel Jüan Š'-kchaj a Feng Jü-siang se spojil s č'-lijskou klikou (znaky zjednodušené: 直(隶)系军阀, pchin-jin: Zhí (lì) xì jūnfá), která se vytvořila kolem Feng Kuo-čanga (znaky zjednodušené: 冯国璋, pchin-jin: Féng Guózhāng, Feng Guozhang). Po smrti Feng Kuo-čanga v roce 1919 vedení kliky Č'-li převzal Cchao Kchun (znaky zjednodušené: 曹锟, pchin-jin: Cáo Kūn, Cao Kun) a Wu Pchej-fu (znaky zjednodušené: 吴佩孚, pchin-jin: Wú Pèifú, Wu Peifu). V roce 1922–1924 proběhla Č'-lijsko-feng-tchienská válka, ve které zvítězila klika Č'-li, kde velel i Feng Jü-siang. Po této válce byl Feng Jü-siang pověřen správou příměstských oblastí kolem Pekingu. Později v roce 1924 došlo ale ještě k 2. č'-lijsko-feng-tchienské válce (znaky zjednodušené: 第二次直奉战争, pchin-jin: Dì èr cì Zhí Fèng Zhànzhēng). Feng Jü-siang se v této válce odvrátil od obou vůdců Č'-lijské kliky, a začal tajně spolupracovat s velitelem feng-tchienské kliky (znaky zjednodušené: 奉系军阀, pchin-jin: Fèng Xì Jūnfá) Čang Cuo-linem (znaky zjednodušené: 张作霖, pchin-jin: Zhāng Zuòlín, Zhang Zuolin). V klíčovém momentě bitvy se Feng se svými vojsky vydal do Pekingu, kde uskutečnil pekingský převrat (znaky zjednodušené: 北京政变, pchin-jin: Běijīng Zhèngbiàn). Při tomto převratu byl svržen dosavadní prezident Cchao Kchun a poslední císař Pchu-I byl 5. října 1924 vykázán ze Zakázaného města. Po svržení Cchao Kchuna byl dosazen na post prezidenta bývalý velitel an-chuejské kliky Tuan Čchi-žuej. Ještě v roce 1924 Feng Jü-siang vytvořil vlastní vojenskou frakci Kuo-min-jün (znaky zjednodušené: 国民军, pchin-jin: Guómínjūn).

## Kuo-min-jün
Kuo-min-jün (znaky zjednodušené: 国民军, pchin-jin: Guómínjūn), neboli Národní lidová armáda, nebo také Sevorozápadní armáda (znaky zjednodušené: 西北军, pchin-jin: Xīběijūn). Feng Jü-siang po vojácích požadoval přijetí křesťanství a mimořádné fyzické výkony. Feng silně bojoval proti korupci, jejíž každý sebepatrnější náznak trestal. Vojáci měli zakázáno požívat alkohol, hrát hazardní hry a sázet, užívat si s prostitutkami, kouřit opium, dokonce nesměli klít. Díky těmto všem požadavkům a zásadám bylo vojsko disciplinované a loajální. Feng na území ovládaným jeho vojskem potlačil nepokoje, zakázal prostituci, sázení a kouření opia. Založil rehabilitační centra pro žebráky, sanatoria pro drogově závislé a sirotčince. V době míru byli jeho muži zapojeni do prací na veřejně prospěšných projektech jako stavění silnic, sázení stromů a stavění protizáplavových bariér.

## Kuo-min-jün a Kuomintang
Roku 1925 došlo k mocenským sporům a Feng byl na čas nucen odejít do exilu do Sovětského svazu. V roce 1926 se připojil ke Kuomintangu (znaky zjednodušené: 国民党, pchin-jin: Guómíndǎng) při pochodu na sever (znaky zjednodušené: 北伐, pchin-jin: Běi fá). V roce 1928 dobyl společně s Národně revoluční armádou, pod velením Čankajška, Peking a zaujal několik funkcí ve vládě.
V roce 1930 vyjádřil Feng Jü-siang nesouhlas s Čankajškovou politikou. Spolu s Jen Si-šanem (znaky zjednodušené: 阎锡山, pchin-jin: Yán Xíshān, Yan Xishan) vyhlásil vlastní Pekingskou vládu. Tím vyhlásil válku proti Čankajškovi. Boj skončil vítězně pro Čankajška. Feng Jü-siang společně s dalšími militaristy pokračoval v boji proti Čankajškovi v občanské válce (znaky zjednodušené: 中原大战, pchin-jin: Zhōngyúan Dàzhàn). V 30. letech se Feng pokoušel o obnovení frakce Kuo-min-ťün, ale vždy neúspěšně. V roce 1935 byl i přes odlišné názory na Čankajškovu vládu dosazen do několika vojenských funkcí v kuomintangské vládě. V roce 1946 odletěl Feng jako výzkumný pracovník do USA, kde šířil otevřenou kritiku Čankajška, po čemž byl z funkcí odvolán. Poslední roky života spolupracoval s Komunistickou stranou Číny. Dne 1. září roku 1948 Feng uhořel po vzplanutí projektoru a filmového materiálu na lodi v Černém moři při cestě na konferenci čínských komunistů.